# Kaiser Chiefs
Pour l’article homonyme, voir Kaizer Chiefs Football Club pour le club de football.
Kaiser Chiefs est un groupe de rock indépendant britannique, originaire de Leeds, dans le Yorkshire de l'Ouest. Il est initialement formé en 1997 sous le nom de Parva, puis renommé en Kaiser Chiefs en 2003. Il se compose de cinq membres : le chanteur Ricky Wilson, le guitariste Andrew White, le bassiste Simon Rix, le claviériste Nick Baines et le batteur Nick Hodgson, remplacé par Vijay Mistry en 2013. Leur premier album, Employment, sorti en 2005, est un grand succès commercial et critique et leur vaut de remporter trois Brit Awards en 2006. Leur deuxième album, Yours Truly, Angry Mob, rencontre lui aussi un certain succès, notamment à travers le single Ruby. Ils sortent ensuite deux autres albums, Off with Their Heads en 2008 et The Future Is Medieval en 2011, qui ont moins de succès. Leur cinquième album, Education, Education, Education and War, est sorti en 2014, suivi de leur sixième album, Stay Together en 2016 et de leur septième album Duck en 2019.

## Biographie

### Formation et débuts (2000–2003)
C'est vers l'âge de onze ans que Nick Hodgson, Nick Baines et Simon Rix se rencontrent à l'école catholique St. Mary's Catholic High School de Menston, dans la banlieue de Leeds. Rix et Baines partent ensuite pour l'université en 1996 alors que Hodgson décide de rester à Leeds, où il rencontre alors Andrew White et Ricky Wilson. Tous trois forment en 1997 le groupe Runston Parva dont le nom vient de Ruston Parva, un hameau du Yorkshire de l'Est. Avec le retour de Baines et de Rix, ils rebaptisent le groupe Parva. Les débuts sont difficiles mais leur réputation franchit peu à peu les limites de Leeds et le label Mantra Recordings, une filiale de Beggars Banquet Records, leur fait signer un contrat.
Le groupe Parva enregistre un album, 22, qui sort en 2002. Mais Mantra Recordings ferme ses portes peu après et le groupe se retrouve donc sans contrat. Ils décident de repartir à zéro, abandonnant tout leur ancien répertoire pour composer de nouvelles chansons et changeant de nom. Ils se rebaptisent Kaiser Chiefs en 2003, d'après le club sud-africain Kaizer Chiefs Football Club, dans lequel a joué Lucas Radebe, alors capitaine de l'équipe de Leeds, dont les membres du groupe sont supporters. L'agent artistique James Sandom entend parler d'eux et vient les voir à un concert. Il est frappé par le nombre de chansons de leur répertoire ayant le potentiel pour devenir des singles à succès et leur fait signer un contrat avec le label B-Unique.

### Employment(2004–2005)
Oh My God et I Predict a Riot sortent en singles en 2004 et parviennent à intégrer le classement de l'UK Singles Chart, respectivement aux 66e et 22e places. Le groupe est remarqué par le New Musical Express, qui le convie début 2005 à se joindre à la tournée NME Tour qu'il organise annuellement et le récompense du Phillip Hall Radar Award. L'album Employment, influencé à la fois par le punk rock de la fin des années 1970 et par la new wave, sort en mars 2005 et est très bien accueilli par la critique. Il atteint la 3e place de l'UK Albums Chart et est certifié cinq fois disque de platine au Royaume-Uni en moins d'un an.

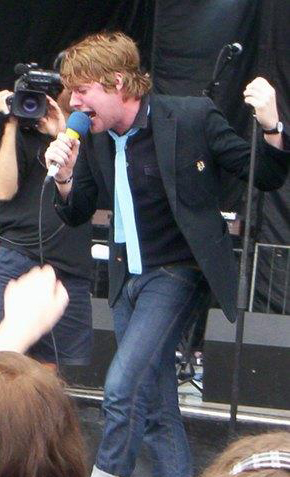
Ricky Wilson à Lollapalooza en 2005.

Pendant l'été 2005, le groupe joue en ouverture du Live 8 à Philadelphie et participe au Glastonbury Festival et aux Reading and Leeds Festivals. Employment est nommé au Mercury Music Prize 2005 et le groupe remporte trois Brit Awards en 2006 (meilleur groupe, meilleur groupe rock et meilleur concert). Les singles de l'album Oh My God, Everyday I Love You Less and Less et I Predict a Riot intègrent tous trois le top 10 de l'UK Singles Chart, Modern Way y échouant de peu (à la 11e place). Le DVD Enjoyment, comprenant des extraits de concerts et un documentaire, sort en novembre 2005. En août 2006, le groupe publie un livre, A Record of Employment, retraçant sa carrière depuis le début.

### Yours Truly, Angry Mob(2006–2007)

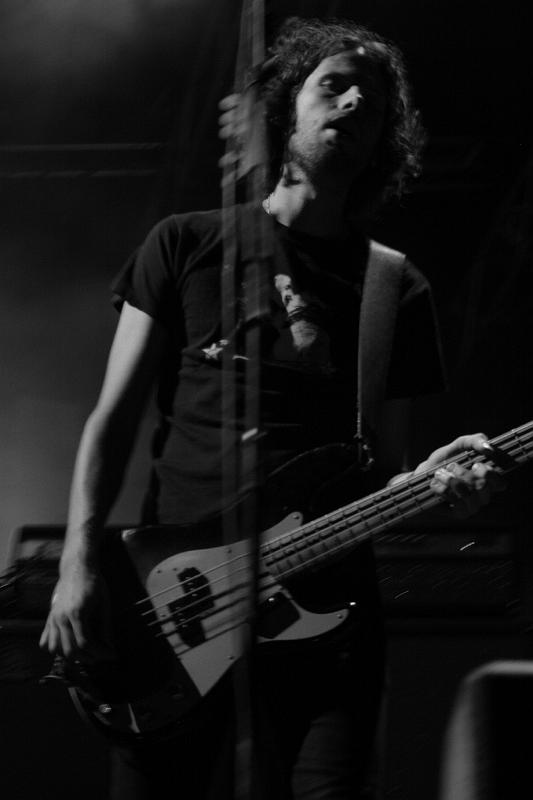
Le bassiste Simon Rix en 2007.

Le groupe retourne en studio d'enregistrement en septembre 2006 et son deuxième album, Yours Truly, Angry Mob, sort en février 2007. Porté par le single Ruby, qui atteint la première place de l'UK Singles Chart, l'album se classe à la première place des ventes d'albums au Royaume-Uni. Il devient très vite disque de platine dans ce pays. Il est toutefois accueilli plus tièdement par la critique. Ruby reçoit le Q Award du meilleur clip en 2007. Les autres singles de l'album, Everything Is Average Nowadays et The Angry Mob, ont toutefois moins de succès, intégrant de justesse le top 20 de l'UK Singles Chart.
Le groupe part pour une tournée triomphale en Europe, aux États-Unis et en Australie, la terminant par deux concerts complets à l'Earls Court Exhibition Centre de Londres les 14 et 15 décembre 2007. Il est nommé aux Brit Awards 2008 dans les catégories du meilleur groupe de rock et du meilleur concert.

### Off with Their Heads(2008–2010)

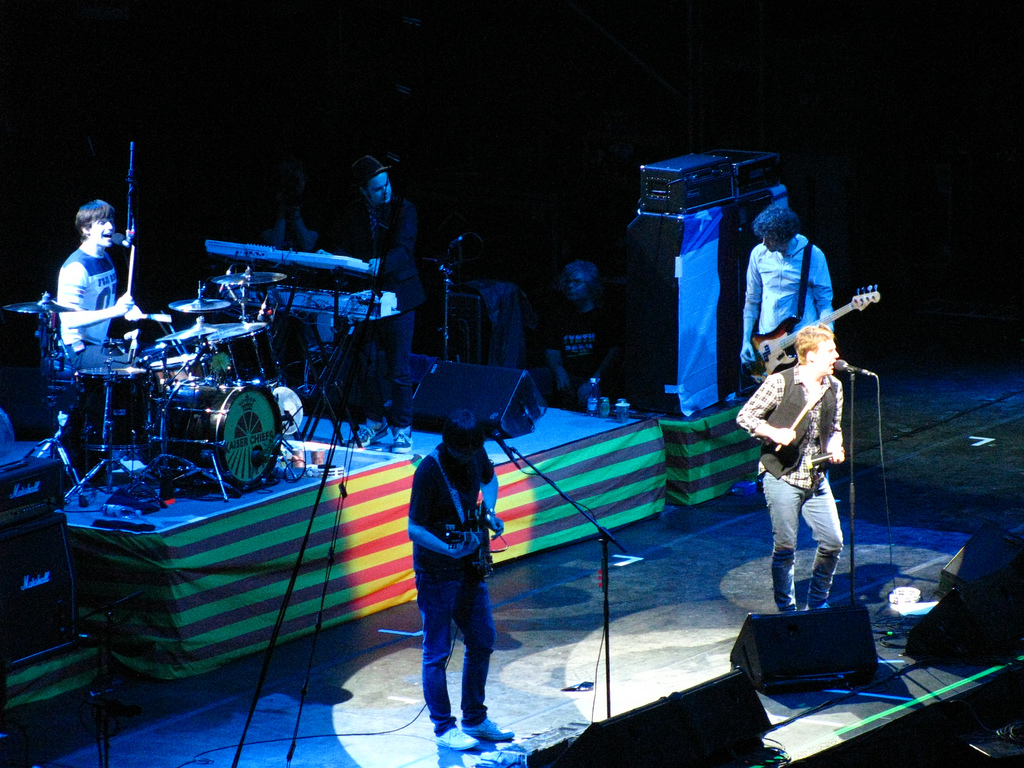
Kaiser Chiefs en concert au Chili en novembre 2008.

Le groupe enchaîne dans la foulée avec un troisième album, Off with Their Heads, qui sort en octobre 2008. L'album se classe 2e de l'UK Albums Chart et le single Never Miss a Beat atteint la 5e place de l'UK Singles Chart mais les ventes de l'album sont largement inférieures à celles des deux premiers albums. En 2008 sort aussi le DVD Live from Elland Road du concert joué à guichets fermés dans le stade d'Elland Road de Leeds le 24 mai 2008. Le groupe lance sa tournée promotionnelle de l'album en inaugurant la nouvelle salle de concert de la Leeds Academy le 8 octobre.
En février et mars 2009, le groupe fait une tournée des stades britanniques. Il assure la première partie du concert de U2 pour le 360° Tour au stade de France les 11 et 12 juillet et au Croke Park de Dublin le 25 juillet. Il joue ensuite en première partie de Green Day pour six concerts aux États-Unis du 27 juillet au 7 août. La tournée se termine par deux concerts lors des Reading and Leeds Festivals les 28 et 30 août.

### The Future Is Medieval(2011–2013)
Après une coupure de plusieurs mois, le groupe décide d'enregistrer un nouvel album en février 2010. L'enregistrement se déroule sur presque un an et demi et dans plusieurs studios. Le groupe crée aussi son propre label, Chewing Gum Records. Le nouveau single du groupe, Little Shocks, est diffusé pour la première fois le 30 mai 2011 et, le 3 juin, le nouvel album, The Future Is Medieval, est mis en vente depuis le site internet du groupe en proposant aux acheteurs de composer leur propre album en sélectionnant dix titres parmi les vingt enregistrés, des extraits d'une minute de chaque titre étant disponibles à l'écoute. La version physique de l'album sort le 27 juin et comporte quatorze titres dont un inédit, Kinda Girl You Are. Malgré cette approche originale, l'album connaît des ventes décevantes, ne se classant qu'à la 10e place de l'UK Albums Chart, et obtient des critiques mitigées. Le 6 mars 2012, l'album sort aux États-Unis sous un nom différent, Start the Revolution Without Me, et avec une liste de titres également différente.
À partir de juin, le groupe part en tournée dans toute l'Europe pour le reste de l'année. La tournée se poursuit en 2012 avec des dates en Europe, aux États-Unis, au Mexique et en Australie pour s'achever le 26 août, une nouvelle fois au Reading and Leeds Festivals. Le 12 août, le groupe se produit pour la cérémonie de clôture des Jeux olympiques en interprétant Pinball Wizard des Who. 
Le 4 décembre 2012, Nick Hodgson annonce son départ du groupe, préférant se concentrer sur ses activités de producteur et sur l'écriture de ses propres chansons . Il est remplacé pour la tournée européenne du groupe en 2013 par Vijay Mistry.

### Education, Education, Education and War(2014–2015)
C'est le premier album enregistré avec leur nouveau batteur, Vijay Mistry. Enregistré au studio Maze d'Atlanta sous la houlette de Ben H Allen III (Animal Collective, Deerhunter) et mixé aux Electric Lady Studios de New York, le cinquième album studio des Kaiser Chiefs, Education, Education, Education and War, sort le 31 mars 2014.  Il entre directement à la première place de l'UK Albums Chart.
Le groupe annonce des dates britanniques au Gorilla club et au Scala club, ainsi que des concerts à Madrid, New York, Mexico et Los Angeles. Ils annoncent aussi quelques apparitions en arènes en Allemagne, puis quelques concerts en 2015 à l'O2 Arena de Londres, au First Direct Arena de Leeds, puis à d'autres festivals. En 2015, ils publient le single Falling Awake et jouent en Amérique du Sud avec les Foo Fighters.

### Stay Together(depuis 2016)
Stay Together, le sixième album du groupe, est publié le 7 octobre 2016. Il est coécrit et produit par Brian Higgins, dont la société de production, Xenomania, a travaillé notamment avec Girls Aloud et Little Mix. Le titre de l'album fait référence au titre de la chanson We Stay Together,. Le premier single qui en est issu, Parachute, est publié le 14 juin 2016. Le second single, Hole In My Soul, est publié le 18 août 2016, et le troisième, We Stay Together, est publié le 9 décembre 2016. Leur retour est bien accueilli par la presse spécialisée.

## Membres

### Membres actuels
- Ricky Wilson - chant, percussions
- Andrew White - guitare
- Simon Rix - basse
- Nick Baines - claviers
- Vijay Mistry - batterie (depuis 2013)

### Ancien membre
- Nick Hodgson - batterie, chant, chœurs (2003-2012)

## Discographie
- 2005 : Employment
- 2007 : Yours Truly, Angry Mob
- 2008 : Off with Their Heads
- 2011 : The Future Is Medieval
- 2014 : Education, Education, Education and War
- 2016 : Stay Together
- 2019 : Duck
- 2024 : Kaiser Chiefs' Easy Eighth Album

## DVD
- Enjoyment (2005)
- Live from Elland Road (2008)